# Cyamus catodontis
Cyamus catodontis is een vlokreeftensoort uit de familie van de Cyamidae. De wetenschappelijke naam van de soort is voor het eerst geldig gepubliceerd in 1954 door Margolis.